# Clemens Maria Fuchs
Clemens Maria Fuchs (* 11. März 1982 in Wien) ist ein österreichischer Maler, spezialisiert auf Porträt- und Figurmalerei.

## Leben
Als Enkel des Malers Ernst Fuchs und Sohn des Malers Michael Fuchs fand Clemens Maria Fuchs bereits in seiner Jugend Interesse an der Malerei. Von seinem Vater lernte er grundlegende Techniken zur klassischen und modernen Malerei. Nach seiner Schulausbildung studierte er ab 2001 in Florenz Zeichnen und Malen, nämlich an der Michael John Angel Academy of Art und an den Charles H. Cecil Studios. In letzteren wurde er mit der Sight-Size-Technik vertraut. Seinen Italien-Aufenthalt nutzte er auch, um von den berühmten italienischen Malern der Renaissance und des Barocks zu lernen. Nach Beendigung seiner Studien kehrte er 2005 nach Wien zurück, wo er begann, als freischaffender Künstler Auftragswerke zu malen. Seit 2008 hält er sich immer wieder als Gastdozent an den Charles H. Cecil Studios in Florenz auf. Er ist Lehrer für Kunsterziehung an der Privatschule Schola Thomas Morus in Trumau. Er beteiligte sich an diversen Ausstellungen in ganz Europa und in den USA.
2012 erstellte er zusammen mit seinem Vater Michael Fuchs das Altarbild des hl. Peter von Betancurt für die Seminarkapelle von Guatemala-Stadt. Er malte Heiligendarstellungen für die Wiener Karlskirche (Agnes von Böhmen, Johannes XXIII., Johannes Paul II.), für die Tiroler Pfarrkirche Zell am Ziller (Karl von Österreich, Johannes Paul II.) und für missio Austria (Pauline Marie Jaricot). Seit 2019 arbeitet er an einer neuen Innengestaltung der Kreuzkirche des Zisterzienserstiftes Heiligenkreuz.
Clemens Maria Fuchs ist Mitglied des St. Georgs-Ordens.